# Toon Vandebosch
 (octobre 2021).
Si vous disposez d'ouvrages ou d'articles de référence ou si vous connaissez des sites web de qualité traitant du thème abordé ici, merci de compléter l'article en donnant les références utiles à sa vérifiabilité et en les liant à la section « Notes et références ».
Toon Vandebosch, né le 19 juin 1999 à Lierre, est un coureur cycliste belge. Spécialiste du cyclo-cross, il pratique également le cyclisme sur route.

## Palmarès en cyclo-cross

### Par années
- 2015-2016
  - 3e de l'Internationale Sluitingsprijs juniors
  - 8e du Superprestige juniors
- 2016-2017
  -  Champion de Belgique de cyclo-cross juniors
  - Classement général de la Coupe du monde de cyclo-cross juniors
  - Superprestige juniors #3, Ruddervoorde
  - Superprestige juniors #4, Gavere
  - Superprestige juniors #5, Spa-Francorchamps
  - Trophée des AP Assurances juniors #6, Azencross
  - 2e du Superprestige juniors
  - 3e de l'Internationale Sluitingsprijs juniors
  - 8e du championnat du monde de cyclo-cross juniors
- 2017-2018
  - 2e du championnat de Belgique de cyclo-cross espoirs
  - 4e du Superprestige espoirs
  - 7e de la Coupe du monde de cyclo-cross espoirs
- 2018-2019
  - 4e du Superprestige espoirs
- 2019-2020
  -  Champion de Belgique de cyclo-cross espoirs
  - 4e du championnat d'Europe de cyclo-cross espoirs
  - 4e du Superprestige espoirs
- 2020-2021
  - 5e du championnat du monde de cyclo-cross espoirs
- 2021-2022
  - 8e de la Coupe du monde
- 2022-2023
  - 8e du championnat d'Europe de cyclo-cross
  - 8e de la Coupe du monde
- 2023-2024
  - 8e de la Coupe du monde

## Palmarès sur route
- 2022
  - 1re étape du Tour de Namur
- 2025
  - Grand Prix de la ville de Pérenchies

### Classements mondiaux
| Année                                 | 2022  | 2023  |
| ------------------------------------- | ----- | ----- |
| Classement mondial                    | 1282e | 1990e |
| UCI Europe Tour                       | 889e  | nc    |
|                                       |       |       |
| Légende : nc = non classéSource : UCI |       |       |